# Kenta Chida
Kenta Chida (jap. 千田健太, Chida Kenta; * 22. August 1985 in Kesennuma) ist ein ehemaliger japanischer Florettfechter.

## Erfolge
Kenta Chida erfocht vor allem mit der Mannschaft internationale Erfolge. Bei Asienmeisterschaften gewann er fünfmal mit ihr Silber sowie dreimal Bronze. Im Einzel erreichte er jeweils einmal den Bronze- und Silberrang. Nach einer Bronzemedaille im Mannschaftswettbewerb der Asienspiele 2006 in Doha gewann er mit der Mannschaft 2010 in Guangzhou Silber sowie 2014 in Incheon Gold. 2010 belegte er zudem in Paris mit der Mannschaft den Bronzerang bei den Weltmeisterschaften. Zweimal nahm Chida an Olympischen Spielen teil: 2008 in Peking schloss er den Einzelwettbewerb auf dem elften Rang ab. Bei den Olympischen Spielen 2012 in London erreichte er den 24. Rang im Einzel, mit der Mannschaft sicherte er sich dagegen die Silbermedaille. Nach Siegen über China und Deutschland unterlag die japanische Equipe im Finale Italien mit 39:45.